# 蔣禮
蔣禮（1380年—？），字敬之，直隸和州在城第六里人，明朝政治人物。進士出身。

## 生平
應天府鄉試一百八十七名。永樂十年（1412年）壬辰科會試三十名，殿試登進士第二甲第十三名。后選為翰林院庶吉士，編撰永樂大典。

## 家族
曾祖父蔣谷華。祖父蔣子端。父亲蔣閔。